# 山口孫一
山口 孫一（やまぐち まごかず、1908年〈明治41年〉4月27日 - 1970年〈昭和45年〉10月31日）は、日本の銀行家。紀陽銀行頭取、大阪植木社長、大日本除虫菊取締役、白浜温泉ホテル監査役を務めた。父は紀伊貯蓄銀行頭取を務めた山口孫七。

## 経歴・人物
和歌山県海草郡山口村（現・和歌山市）出身。山口孫七の長男。1931年、東京農業大学農学部卒業。大日本除虫菊監査役・取締役・専務を経て、1949年紀陽銀行取締役、1952年常務、1955年頭取。
趣味は美術工芸品、ゴルフ、運動、煙草。宗教は浄土宗。住所は大阪府泉北郡高石町。

## 家族・親族
山口家
- 父・孫七（1885年 - ?、酒造業、銀行頭取、会社重役、和歌山県多額納税者[6]）
- 母・シゲ（1887年 - ?、和歌山、上山市郎兵衛の二女）[6]
- 姉・昌子（1907年 - ?、和歌山、上山英一郎の三男英夫の妻）[6]
- 妻・弥生（1914年 - ?、和歌山、宮本春吉の四女）[5][6]
- 弟・孝（1910年 - ?、大阪化成社長）[4]

親戚
- 石橋八九郎（石橋合名会社代表社員）
- 上山市郎兵衛（上山殖産社長、南海水力電気社長、内外除虫菊会長）
- 上山英一郎（大日本除虫菊の創業者）
- 上山薫（内外除虫菊社長）
- 十五代目上山勘太郎（前名・英之助、大日本除虫菊社長）
- 十六代目上山勘太郎（前名・英夫、大日本除虫菊社長）